# 雷斯廷加塞卡
雷斯廷加塞卡是巴西南大河州的一个市镇。总面积961.791平方公里，总人口15595人，人口密度16.2人/平方公里。